# Левин, Арье (раввин)
Арье Левин (рав Арье) — израильский ортодоксальный раввин и педагог. Известен как «Отец заключённых», а также своей помощью больным и бедным. Считается «цадиком из Иерусалима».

## Биография
Родился в деревне в окрестностях Белостока, в Российской Империи (ныне Польша) в семье Биньямина Бейниша и Этель Левин, имел двух старших сестёр Мирьям и Фейгу. От отца унаследовал любовь к Торе. До двенадцатилетнего возраста будущий раввин учился у местных учителей, затем в иешивах Слонима, Слуцка, Воложина.
Прибыл в Палестину в 1905 году, учился в иешиве «Тора хайя» в Иерусалиме, в 1909 году получил звание раввина. С 1917 года и до смерти был воспитателем в талмуд-тора «Эц хаим» в Иерусалиме.

## Заключённые
В 1931 году, при Британском Мандате в Палестине, главный раввин Авраам Ицхак Коэн Кук по соглашению с властями назначил рава Арье еврейским тюремным капелланом (неформально он занимал этот пост с 1927). Он не получал платы. Из своего дома в Нахалот рав Арье ходил в тюрьму, располагавшуюся в Русском подворье в Иерусалиме и встречался с заключёнными, которые обвинялись в основном в хранении оружия и контрабанде. Большинство из этих людей были членами еврейских подпольных организаций: Пальмаха, Хаганы, Иргуна и Лехи.

## Больные
Рав Арье постоянно посещал больных в больницах, в том числе не имевших родственников или возможности принимать посетителей и покидать стены лечебных заведений. Это были евреи в Иерусалиме и преимущественно арабские пациенты в Бейт-Лехеме. Посещения он стал практиковать, встретив однажды у Стены Плача горько плакавшую женщину, мать болевшей проказой девочки, которую Арье Левин и посетил первой.

## Идентификация тел погибших
После Войны за независимость Израиля рав Арье провёл малоизвестный ритуал Гораль ха-Гра для идентификации останков 12 погибших еврейских бойцов.